# Lavoir du marché Lenoir
Lavoir du marché Lenoir (tj. prádelna na tržnici Lenoire) je bývalá veřejná prádelna v Paříži ve 12. obvodu. Budova je památkově chráněna.

## Umístění
Zbytky stavby se nacházejí ve 12. obvodu na adrese 3, Rue de Cotte. Jednoduchá fasáda v současnosti odděluje sportovní hřiště školy od ulice.

## Historie
Prádelna postavená v roce 1830 se původně nacházela na adrese 9, Rue de Cotte, toto číslo je stále uvedeno na fasádě vedle nápisu s označením budovy (Grand Lavoir du marché Lenoir). Jedná se o poslední veřejnou prádelnu v Paříži, její zachovalá fasáda byla později přenesena o několik desítek metrů na dnešní místo.
Fasáda budovy byla v roce 1988 zapsána mezi historické památky.